# 卢溥
卢溥（？—400年），范阳郡涿县（今河北省涿州市）人，出自范阳卢氏南祖，卢玄的从祖兄。

## 生平
魏道武帝拓跋珪曾向奋武将军张衮询问中原的士人，张衮与卢溥是幽州的同乡，数次向魏道武帝举荐，魏道武帝任用了卢溥。
天兴二年（399年）六月，北魏前任河间郡太守卢溥统帅部曲数千家，前往有粮食吃的渔阳郡，因此占据了数个郡。秋季七月己未（399年8月22日），燕昭武帝慕容盛派遣使者册拜卢溥为幽州刺史。八月，卢溥统帅乡兵驻扎于海边，杀了同乡姻亲范阳祖氏十余人，号称使持节、征北大将军、幽州刺史，攻打掠夺北魏的郡县，杀死了北魏的幽州刺史封沓干。十二月辛亥（400年2月10日），魏道武帝诏令材官将军和突前往讨伐卢溥。天兴三年春正月戊午（400年2月17日），卢溥在辽西郡被和突击败，卢溥和儿子卢焕被擒，他们被送到京师平城，受到车裂处死。

## 禁婚家
唐朝显庆四年，唐高宗下诏禁止包括卢溥在内的七姓十家自己做主互相通婚。